# Cafayate
Cafayate é um município da província de Salta, na Argentina.